# Leonhard-Stinnes-Stiftung

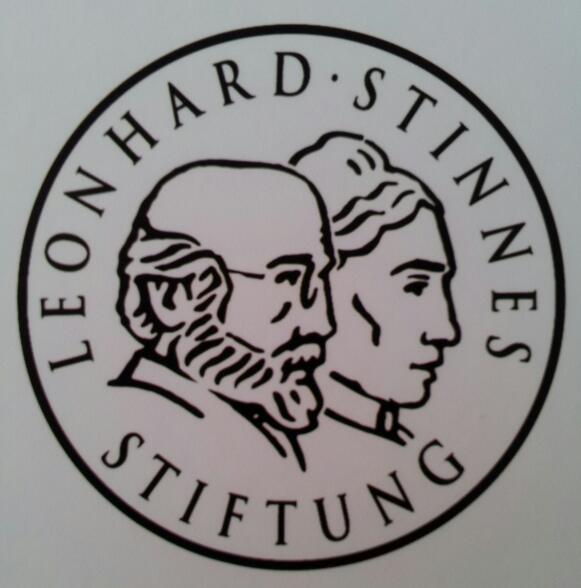
LSS Siegel

Die Leonhard-Stinnes-Stiftung (LSS) ist eine gemeinnützige Kapitalstiftung, die 1904 von dem Mülheimer Arzt Johann Hermann Leonhard (1835–1905) und seiner Frau Margarete (1840–1911) in Mülheim an der Ruhr eingerichtet wurde. Sie dient der Unterstützung der Mülheimer Augenklinik sowie der Förderung von Bildung und Kultur, Jugend, Sport und sozialen Aufgaben. Ein Beirat, dessen Vorsitz satzungsgemäß beim jeweils amtierenden Mülheimer Stadtoberhaupt liegt, entscheidet über die Förderanträge der verschiedenen Projekte sowie die Mittelvergabe.
2008 förderte die LSS insgesamt 161 Projekte mit einem Gesamtbetrag in Höhe von knapp zwölf Millionen Euro. Das Stiftungsvermögen – bei der Gründung ein Betrag von 4,3 Millionen Goldmark – ist mittlerweile im dreistelligen Millionenbereich angesiedelt und zu einem Teil in Aktien des Unternehmens RWE angelegt. Genaue Zahlen sind nicht bekannt, da die Stiftung zwar zu den großen, aber auch zu den stillen Geldgebern in Mülheim an der Ruhr zählt. Das Stiftungsvermögen stammt vor allem aus dem Erbe von Margarete Leonhard, die eine geborene Stinnes und jüngste Tochter des Firmengründers Mathias Stinnes war. Auslöser für die Gründung dieser und weiterer Stiftungen war vermutlich unter anderem der Tod der einzigen Tochter Gretchen, der potenziellen Erbin des elterlichen Vermögens. 
Seit der Gründung im Jahre 1904 wurden zahlreiche soziale, kulturelle und wissenschaftliche Projekte von der LSS finanziert, darunter die Sportanlagen am Kahlenberg, der Bismarckturm mit angrenzendem Park, der Bau einer Lesehalle, verschiedene Mülheimer Künstler (durch Stipendien und/oder Ankauf ihrer Werke), die Erweiterung des Kaiser-Wilhelm-Instituts für Kohlenforschung (1929) sowie die Wiederbegründung der Mülheimer Volkshochschule (1946).
In jüngerer Zeit gingen finanzielle Zuwendungen an verschiedene Alteneinrichtungen, die Mülheimer Theatertage, die Volkshochschule, den Mülheimer Sportbund, die Stadtbücherei, verschiedene Sportvereine (u. a. an den VfB Speldorf), mehrere Kinder – und Jugendheime, Schloss Broich und Kloster Saarn (u. a. Finanzierung der Ausgrabungen), Kindertheater (z. B. Wodo Puppenspiel), Seniorentheater, 15 Mülheimer Puppentheaterwochen, das Deutsche Rote Kreuz und die Arbeiterwohlfahrt. Jüngstes Förderprojekt der LSS ist das Haus der Stadtgeschichte. Oberste Priorität hat jedoch satzungsgemäß die Förderung der Mülheimer Augenklinik.

## Weitere Quellen
- Neue Ruhrzeitung (NRZ) vom 26. Juli 1980
- NRZ vom 2. August 1980
- Westdeutsche Allgemeine Zeitung (WAZ) vom 30. Mai 1985
- NRZ vom 27. März 1991